# Papa Francesco - Un uomo di parola
Papa Francesco - Un uomo di parola è un documentario del 2018 diretto da Wim Wenders e scritto dal regista stesso insieme a David Rosier, sulla figura di Papa Francesco.
Il film è stato presentato il 13 maggio 2018 come proiezione speciale al Festival di Cannes 2018, dove è stato candidato al premio Oeil d'Or per il miglior documentario.

## Distribuzione

### Data di uscita
- Francia: 13 maggio 2018 (Festival di Cannes)
- Canada: 18 maggio 2018
- USA: 18 maggio 2018
- Portogallo: 31 maggio 2018
- Germania: 14 giugno 2018
- Singapore: 28 giugno 2018
- Regno Unito: 10 agosto 2018
- Francia: 12 settembre 2018
- Italia : 4 ottobre 2018

## Promozione
La tagline è: "Speranza è un messaggio universale." ("Hope is a universal message.").

## Riconoscimenti
- 2018 - Festival di Cannes
  - Candidatura per il premio della Giuria Oeil d'Or al miglior documentario